# Jaian
Gōda Takeshi (剛田 武 (Cương Điền Vũ)), thường được biết đến với biệt danh Gian hay Jaian (ジャイアン, lấy từ "giant" trong tiếng Anh) và Chaien (tên phiên bản cũ tại Việt Nam) (Jaian ở Hoa Kỳ được gọi là Big G) là một nhân vật trong truyện tranh và loạt phim hoạt hình Doraemon của tác giả Fujiko Fujio. Jaian là một cậu bé học cùng lớp với Nobita. Cậu sinh ngày 15 tháng 6 và không rõ năm sinh. Jaian không nhớ nổi năm sinh của mình. Tuy nhiên, vì học cùng lớp với Nobita nên cũng có thể coi Jaian sinh năm 1964 (năm sinh của Nobita)

## Gia thế
Là con trai cả trong một gia đình có vẻ là nghèo nhất vì nhà vách gỗ lợp, mẹ bán tạp hóa, bố làm thợ xây (hay đúng hơn là thợ cả, nắm trong tay một đội chuyên đi công trình nên hiếm khi về nhà). Jaian thậm chí toàn phải đi cướp đồ chơi của bạn, mới bé tí đã bị mẹ bắt bán hàng trong khi Nobita cả ngày chỉ ngủ. Có tập cả bọn chơi trò sửa nhà, sửa đến nhà Jaian thì chịu vì cũ quá, lại xây kiểu cũ, đúng kiểu nhà phố cổ, dỡ ra cái hỏng hết, đắt ở đất chứ nhà không ở được, trừ khi bán đi mua chung cư nhưng không bán vì còn phải buôn bán. Nhà Jaian đại diện tầng lớp buôn bán tiểu thương phố cổ. Những người buôn bán thường khá thô và thẳng nên Jaian thường xuyên bị mẹ tát giữa đường giữa chợ, không giữ ý cho con cái gì. Và có lẽ do bận buôn bán, ít giáo dục con cái nên Jaian mới thô lỗ, chuyên bắt nạt bạn bè. Jaian hay dữ tợn còn về nhà rất sợ mẹ và thương em gái. Tuy hay bắt nạt bạn bè nhưng cậu rất coi trọng tình bạn và giúp đỡ họ khi gặp khó khăn trong một số tập truyện dài.

## Tính cách
Jaian là một cậu bé rất to béo và khỏe mạnh. Cậu là người khiến Nobita và các bạn khác sợ hãi nhất vì rất hay bắt nạt Nobita cũng như các bạn khác. Jaian có một tính cách cộc cằn, luôn cho rằng mình đúng, và tự xưng là "Đại ca". Jaian rất giỏi thể thao, đặc biệt là môn bóng chày và là đội trưởng của đội bóng chày cùng tên "Jaian". Dường như cậu bao giờ cũng kiếm cớ để bắt nạt Nobita. Cậu rất dễ nổi nóng, thường hùa cùng Suneo gây phiền toái cho các bạn khác (Đôi khi cậu cũng đánh cả Suneo). Cậu cũng có thói quen trấn lột đồ của các bạn khác (đồ chơi của Suneo, sách truyện của Nobita...). Nếu ai tinh ý sẽ nhận ra Jaian nhiều khi hậu đậu hơn cả Nôbita, keo kiệt hơn cả Suneo, và rất ở bẩn.
Ước mơ của cậu là trở thành ca sĩ và luôn phục vụ bạn bè cùng lớp bất kể ngày đêm, chỉ cần còn 1 khán giả là còn hát. Nhưng giọng hát của cậu cực kì kinh khủng đến mức độ mỗi khi nghe Jaian hát, cả bọn như bị tra tấn cực hình. Mỗi khi Jaian định biểu diễn hát, cả bọn luôn kiếm cớ để không đi xem cậu biểu diễn. Đó là một nhược điểm của Jaian về thói sĩ diện, bướng bỉnh của một bộ phận người dân Nhật.
Cậu cũng có tay nghề nấu ăn cực kì kinh khủng. Món ăn đầu tiên cậu nấu mang tên "Món hầm Jaian". Món hầm Jaian được nấu từ xác của ve sầu, cafe,... và món thứ hai là món Pizza Jaian. Cả hai món này đều làm từ những nguyên liệu rất... kỳ quặc, đều có màu tím (trong tập Buổi chiêu đãi của Jaian (phần 41), Món hầm Jaian có màu xanh) , có mùi rất kỳ lạ và khó ngửi, và nếu ăn phải thì... chỉ muốn xỉu vì quá kinh khủng. Nhưng vì sĩ diện, cậu không muốn ai chê bai.
Món cậu thích ăn nhất là ớt chuông, thịt và đồ ngọt.
Tuy nhiên, một điều đặc biệt ở Jaian đó là cậu ta rất thích chơi búp bê. Điều này thể hiện trong một lần tình cờ, Doraemon sử dụng bảo bối của mình để lẻn vào nhà Jaian, khiến cho cậu ta phải hối lộ chú mèo máy một chiếc bánh rán nhằm... ngăn chặn thông tin phát tán.

## Ngoại hình
Jaian có bề ngoài khá cục mịch, béo tốt. Cậu ta để tóc ngắn như hầu hết các nhân vật nam khác trong truyện, có điều phần mái được cắt kiểu răng cưa. Quần áo Jaian mặc đa phần đến từ quần áo cũ của cha hoặc những bộ quần áo cũ nào còn tốt, vừa với kích thước to béo của Jaian. Đặc biệt, Jaian có một cái rốn lồi - điều mà cậu cảm thấy rất tự ti. Thậm chí, có lần, Jaian còn dùng thước để đo xem rốn mình dài thêm bao nhiêu phân nữa.

## Lồng tiếng
- Tại Nhật Bản: Kimotsuki Kaneta (1973), Tatekabe Kazuya (1979~tháng 3 năm 2005), Kimura Subaru (tháng 4 năm 2005 - nay), Kujira (2000)
- Tại Việt Nam: Lâm Quốc Tín (9 tháng 1 năm 2010 - 4 tháng 7 năm 2010), Hồ Tiến Đạt (Doraemon: Phiên bản mới • Nobita thám hiểm vùng đất mới - Peko và 5 nhà thám hiểm & Stand by Me Doraemon), Huỳnh Thiện Trung (20 tháng 11 năm 2014 - nay)